# Podangis
Genre
Podangis est un genre d'Orchidées.

## Liste d'espèces
Selon Catalogue of Life (23 décembre 2018) :
- Podangis dactyloceras (Rchb.f.) Schltr.
- Podangis rhipsalisocia (Rchb.f.) P.J.Cribb & Carlsward

Selon Tropicos (23 décembre 2018) :
- Podangis dactyloceras (Rchb. f.) Schltr.